# シリウス (補給艦)
シリウス(HMAS Sirius,O 266)は、オーストラリア海軍の給油艦である。「ウェストラリア」の後継として導入された。
艦名は、オーストラリアに初めて送られた植民船団の旗艦にちなむ。
2021年に退役した。

## 概要
元々大韓民国で建造されていたタンカーデロス(MT Delos)を買い取って、洋上給油用の設備やヴァートレップ用のヘリコプター甲板の追加など、所要の改造を施したものである。